# Sauber C33
Der Sauber C33 war der Formel-1-Rennwagen von Sauber Motorsport für die Formel-1-Saison 2014. Er war der 22. Sauber-Formel-1-Wagen. Der Wagen wurde am 26. Januar 2014 in Hinwil vorgestellt.
Die Bezeichnung des Wagens setzte sich, wie bei allen Fahrzeugen von Sauber, aus dem C für Christiane, der Ehefrau von Peter Sauber, gefolgt von einer fortlaufenden Nummer, zusammen.

## Technik und Entwicklung
Der C33 war das Nachfolgemodell des C32, wobei sich das Fahrzeug aufgrund von Regeländerungen für die Formel-1-Saison 2014 optisch wie auch technisch deutlich vom Vorgängermodell unterschied.
Bedingt durch die Regeländerungen zur Saison 2014 war die Nase des Fahrzeugs deutlich niedriger als beim Fahrzeug des Vorjahres. Der Frontflügel war an zwei relativ weit hinten liegenden Streben aufgehängt. Die Nase verjüngte sich auf Höhe des Frontflügels sehr stark, ähnlich wie beim Toro Rosso STR9.
Angetrieben wurde der C33 vom neuentwickelten Ferrari 059/3, einem 1,6-Liter-V6-Motor mit einem Turbolader. Reglementbedingt gab es nur noch ein zentrales Auspuffrohr, das oberhalb des Rücklichtes liegt. Sowohl das ERS als auch das Achtganggetriebe kommen von Motorenhersteller Ferrari.

## Lackierung und Sponsoring
Der C33 war dunkelgrau lackiert. Für rote Farbakzente sorgt der Sponsor Claro, ein Markenname in mehreren Staaten Lateinamerikas für Mobilfunknetze von América Móvil. Außerdem waren die Logos von NEC, Telmex und œrlikon auf dem C33 zu finden.

## Fahrer
Sauber trat die Saison 2014 mit dem Fahrerduo Esteban Gutiérrez und Adrian Sutil an. Gutiérrez bestritt seine zweite Saison für Sauber, Sutil kam von Force India und ersetzte Nico Hülkenberg, der seinerseits zu Force India wechselte.

## Ergebnisse
| Fahrer               | Nr.                  | 1  | 2   | 3   | 4   | 5  | 6   | 7   | 8  | 9   | 10  | 11  | 12 | 13 | 14  | 15  | 16 | 17  | 18 | 19 | Punkte | Rang |
| -------------------- | -------------------- | -- | --- | --- | --- | -- | --- | --- | -- | --- | --- | --- | -- | -- | --- | --- | -- | --- | -- | -- | ------ | ---- |
| Formel-1-Saison 2014 | Formel-1-Saison 2014 |    |     |     |     |    |     |     |    |     |     |     |    |    |     |     |    |     |    |    | 0      | 10.  |
| A. Sutil             | 99                   | 11 | DNF | DNF | DNF | 17 | DNF | 13  | 13 | DNF | DNF | 11  | 14 | 15 | DNF | 21* | 16 | DNF | 16 | 16 | 0      | 10.  |
| E. Gutiérrez         | 21                   | 12 | DNF | DNF | 16  | 16 | DNF | 14* | 19 | 13  | 14  | DNF | 15 | 20 | DNF | 13  | 15 | 14  | 14 | 15 | 0      | 10.  |
| G. van der Garde     | 36                   |    |     | PO  | PO  | PO |     |     |    | PO  | PO  |     | PO | PO |     |     |    |     |    |    | 0      | 10.  |
| S. Sirotkin          | 37                   |    |     |     |     |    |     |     |    |     |     |     |    |    |     |     | PO |     |    |    | 0      | 10.  |
| A. Fong              | 37                   |    |     |     |     |    |     |     |    |     |     |     |    |    |     |     |    |     |    | PO | 0      | 10.  |

| Legende  | Legende            | Legende                                                          |
| Farbe    | Abkürzung          | Bedeutung                                                        |
| -------- | ------------------ | ---------------------------------------------------------------- |
| Gold     | –                  | Sieg                                                             |
| Silber   | –                  | 2. Platz                                                         |
| Bronze   | –                  | 3. Platz                                                         |
| Grün     | –                  | Platzierung in den Punkten                                       |
| Blau     | –                  | Klassifiziert außerhalb der Punkteränge                          |
| Violett  | DNF                | Rennen nicht beendet (did not finish)                            |
| Violett  | NC                 | nicht klassifiziert (not classified)                             |
| Rot      | DNQ                | nicht qualifiziert (did not qualify)                             |
| Rot      | DNPQ               | in Vorqualifikation gescheitert (did not pre-qualify)            |
| Schwarz  | DSQ                | disqualifiziert (disqualified)                                   |
| Weiß     | DNS                | nicht am Start (did not start)                                   |
| Weiß     | WD                 | zurückgezogen (withdrawn)                                        |
| Hellblau | PO                 | nur am Training teilgenommen (practiced only)                    |
| Hellblau | TD                 | Freitags-Testfahrer (test driver)                                |
| ohne     | DNP                | nicht am Training teilgenommen (did not practice)                |
| ohne     | INJ                | verletzt oder krank (injured)                                    |
| ohne     | EX                 | ausgeschlossen (excluded)                                        |
| ohne     | DNA                | nicht erschienen (did not arrive)                                |
| ohne     | C                  | Rennen abgesagt (cancelled)                                      |
| ohne     | keine WM-Teilnahme |                                                                  |
| sonstige | P/fett             | Pole-Position                                                    |
| sonstige | 1/2/3/4/5/6/7/8    | Punktplatzierung im Sprint-/Qualifikationsrennen                 |
| sonstige | SR/kursiv          | Schnellste Rennrunde                                             |
| sonstige | *                  | nicht im Ziel, aufgrund der zurückgelegten Distanz aber gewertet |
| sonstige | ()                 | Streichresultate                                                 |
| sonstige | unterstrichen      | Führender in der Gesamtwertung                                   |